# Ми-46

## История
През 1990 г. Министерството на гражданската авиация на Русия поръчва на конструкторското бюро „Мил“ нов високоикономичен транспортен хеликоптер за превоз на товари с маса до 12 000 кг. Новият модел получава обозначението М-46. Проектът е завършен през 1992 г.

## Тактико-технически данни
Хеликоптерът Ми-46 е изпълнен по класическата едновинтова носеща схема с рулеви винт.
Носещия винт е осемвитлов с диаметър 27,6 м. Рулевият винт е петвитлов с диаметър 6,2 м.
Конструктивно силовата установка на хеликоптера е същата като при модела Ми-26, като са направени редициа подобрения, предимно са използвани нови материали. Монтирани са два турбовални газотурбинни двигателя Д-215 с мощност 7600 к.с. всеки. Разположени са в горната част на фюзелажа, над товарната кабина.